# Arjentino (manzana)
Arjentino es el nombre de una variedad cultivar de manzano (Malus domestica). Esta manzana está cultivada en diversos viveros entre ellos algunos dedicados a conservación de árboles frutales en peligro de desaparición. La manzana 'Arjentino' es originaria de Guipúzcoa, y actualmente se cultiva debido a su muy buen sabor agridulce para manzana de postre fresco en mesa, y muy apreciada en la elaboración de sidra.

## Sinónimos
- "Manzana Argentino",
- "Arjentino Sagarra".[6][7]

## Historia
'Arjentino' es una variedad de manzana cultivada en el País Vasco, variedad de Guipúzcoa. Está considerada incluida en las variedades locales autóctonas muy antiguas, cuyo cultivo se centraba en comarcas muy definidas, y se caracterizaban por su buena adaptación a sus ecosistemas y podrían tener interés genético en virtud de su adaptación. Estas se podían clasificar en dos subgrupos: de mesa o de cocina, y de sidra (aunque algunas tenían aptitud mixta). Es muy apreciada como manzana de postre por su sabor agridulce muy bueno, y muy importante en la elaboración de sidra en el país vasco por su sabor agridulce con mucho jugo.
'Arjentino' es una variedad mixta, clasificada como muy buena en la elaboración de sidra, también se utiliza como manzana de postre en mesa fresca por su sabor agridulce muy bueno; difundido su cultivo en el pasado por los viveros comerciales y cuyo cultivo en la actualidad se ha reducido a huertos familiares. Variedad presente en Guipúzcoa.

## Características
El manzano de la variedad 'Arjentino' tiene un vigor alto, es árbol de mediana producción; florece a finales de abril.
La variedad de manzana 'Arjentino' tiene un fruto de tamaño muy grande; forma redondeada asimétrica, achatada, con grandes gibas (mamelones) en la parte superior y también en la inferior; piel gruesa, dura, algo cerosa; con color de fondo pardo, siendo el color del sobre color rojo en estrías con algunas manchas en rojo más intenso, con algunas lenticelas grises, y algunas manchas pequeñas de "ruginoso"/"russetting", siendo la sensibilidad al "ruginoso"/"russetting" (pardeamiento áspero superficial que presentan algunas variedades) bajo; pedúnculo de tamaño corto, grueso, y duro, anchura de la cavidad peduncular ancha, profundidad de la cavidad peduncular profunda con ruginoso en la pared; cáliz pequeño y cerrado, profundidad de la cav. calicina profunda, de anchura ancha, y ruginoso débil.
Carne de color blanco, con textura algo esponjosa, de mucho zumo, y mucho aroma; el sabor característico de la variedad, agridulce; corazón de tamaño medio, desplazado. Eje abierto. Cavidades casi imperceptibles. Semillas aristadas, puntiagudas, de tamaño medio, color marrón claro uniforme.
La manzana 'Arjentino' tiene una época de recolección tardía a principios de otoño, madura en octubre, de larga duración. Tiene uso mixto pues se usa como manzana fresca de postre en mesa, y también como manzana para la elaboración de sidra, como manzana sidrera es una variedad muy apreciada por ser una manzana de sabor agridulce, muy jugosa.